# Makelrand-Grasbüscheleule
Die Makelrand-Grasbüscheleule (Apamea epomidion, Synonyme: Hadena hepatica oder Apamea characterea), zuweilen auch als Waldzwenkenflur-Graseule bezeichnet, ist ein Schmetterling (Nachtfalter) aus der Familie der Eulenfalter (Noctuidae).

## Merkmale

### Falter
Die Flügelspannweite der Falter beträgt 35 bis 48 Millimeter. Die Grundfarbe der Vorderflügeloberseite variiert von gelbbraun über rotbraun bis hin zu dunkelbraun. Nieren- und Ringmakel sind in der Regel deutlich ausgebildet. Die Ringmakel ist an drei Seiten schwarz umrandet und nur zum Vorderrand hin offen. Auffällig ist eine starke Einbuchtung der Wellenlinie. Die Hinterflügeloberseite ist einfarbig hell graubraun.

### Raupe
Ausgewachsene Raupen sind hellgrau bis rötlich braun gefärbt. Sie zeigen eine gelbweiße Rückenlinie. Auf jedem Körpersegment befinden sich schwarze Punktwarzen und ebenfalls schwarze Stigmen. Der Seitenstreifen ist gelbweiß bis grau. Die Kopfkapsel ist glänzend braun, Halsschild und Afterschild sind schwarzbraun. Vom Halsschild heben sich zwei helle Längsstreifen ab.

### Ähnliche Arten
Bei den Faltern der Großen Veränderlichen Grasbüscheleule (Apamea crenata) ist die Ringmakel weißlich oder braun umrandet.

## Verbreitung und Lebensraum

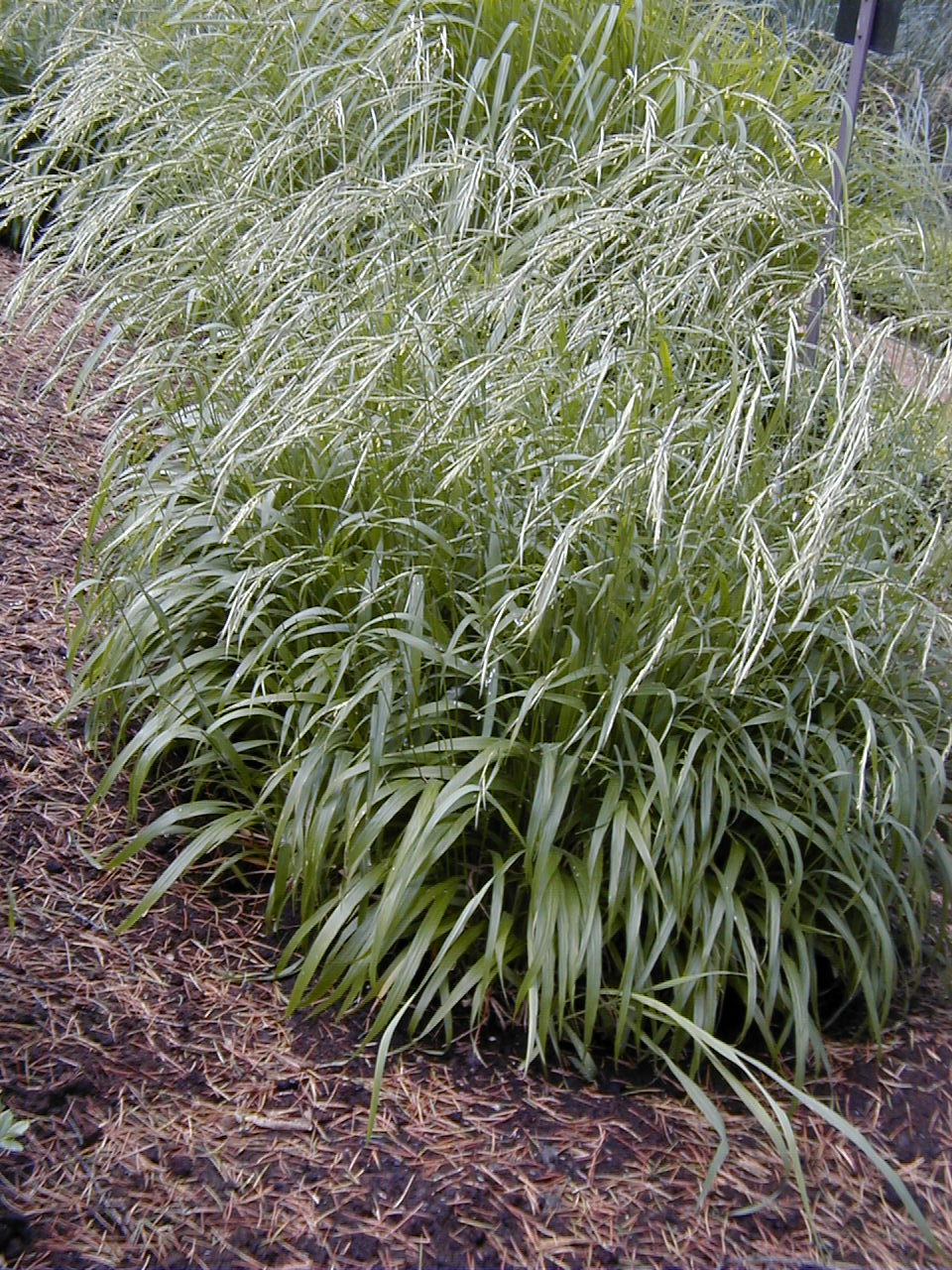
Wald-Zwenke, die bevorzugte Raupennahrungspflanze

Die Verbreitung der Art erstreckt sich durch Europa und den Norden Asiens bis in den Osten Sibiriens. In den Alpen fehlt sie in höheren Lagen. Die Makelrand-Grasbüscheleule bewohnt bevorzugt lichte Waldgebiete und grasige Hänge.

## Lebensweise
Die Falter sind nachtaktiv. Sie fliegen in einer Generation von Juni bis August und besuchen künstliche Lichtquellen sowie Köder. Die Raupen leben überwiegend ab August, überwintern und verpuppen sich im April oder Mai des folgenden Jahres. Die jungen Raupen sitzen in den Blütenständen, die älteren ruhen bei Tag am Boden und kommen nachts zum Fressen herauf. Sie ernähren sich bevorzugt von den Samen oder Halmen verschiedener Gräser, in erster Linie von Wald-Zwenke (Brachypodium sylvaticum), zuweilen auch von Wald-Schwingel (Festuca altissima), Kriech-Quecke (Elymus repens), Einjährigem Rispengras (Poa annua) oder Schilfrohr (Phragmites). Als weitere Nahrungspflanzen werden Rubus-Arten genannt.

## Gefährdung
Die Makelrand-Grasbüscheleule kommt in Deutschland verbreitet vor und wird auf der Roten Liste gefährdeter Arten in den südlichen Bundesländern als „nicht gefährdet“ geführt. In einigen nördlichen und mittleren Regionen wird sie jedoch als „stark gefährdet“ eingestuft.